# Opéra Jawa
Pour plus de détails, voir Fiche technique et Distribution.
Opéra Jawa (Opera Jawa) est un film musical indonésien et autrichien réalisé par Garin Nugroho, sorti en 2006. 

## Synopsis
Setio est un potier qui vit avec sa femme Siti à Java. Un notable local, Ludiro, amoureux de Siti, profite d'un voyage de Setio pour essayer de la séduire et de l'enlever. Setio va alors vouloir se venger.

## Distribution
- Artika Sari Devi : Siti
- Martinus Miroto : Setio
- Eko Supriyanto : Ludiro

## Production
Le film fait partie d'une série de films commandés par le metteur en scène d'opéras Peter Sellars, avec Daratt, I Don't Want to Sleep Alone, Syndromes and a Century, Hamaca Paraguaya, Demi-lune et le court Sekalli le Meokgo, dans le cadre de la célébration du 250e anniversaire de la naissance du compositeur autrichien Wolfgang Amadeus Mozart. Opéra Jawa est présenté lors de la Mostra de Venise 2006 avec Daratt, I Don't Want to Sleep Alone, Syndromes and a Century et Sekalli le Meokgo de Teboho Mahlatsi.
Le film repose sur la culture javanaise et l'intrigue s'inspire d'un épisode du Ramayana, l'enlèvement de Sītā. Le personnage de Siti correspond à celui de Sītā, celui de Setio à Rāma et celui de Ludiro à Ravana.

## Récompenses
- Asian Film Awards 2007 : prix de la meilleure composition musicale pour Rahayu Supanggah[5]
- Festival international du film de Singapour 2007 : Silver Screen Award du meilleur film[6]